# Loangodunbekwever
De loangodunbekwever (Ploceus subpersonatus) is een zangvogel uit de familie Ploceidae (wevers en verwanten).

## Verspreiding en leefgebied
Deze soort komt voor van de kust van zuidelijk Gabon tot de monding van de rivier de Kongo.